# Bozemská reakce
Bozemská reakce je třináctý díl třetí řady amerického televizního seriálu Teorie velkého třesku. V této epizodě hostují Julio Oscar Mechoso a Artie O’Daly. Režisérem epizody je Mark Cendrowski.

## Děj
Byt Leonarda a Sheldona je vykraden, což Sheldona znejistí v otázce jeho vlastní bezpečnosti. Celá partička se snaží vymyslet co nejdůmyslnější zabezpečovací systém, který by podobným situacím předešel. Ne všechno funguje tak, jak by si přál a tak se rozhodne odstěhovat se do Montany. Ovšem když je hned při příjezdu okraden, rozhodne se vrátit do Pasadeny za svými přáteli.

## Obsazení
| Johnny Galecki      | Leonard Hofstadter |
| Jim Parsons         | Sheldon Cooper     |
| Kaley Cuoco         | Penny              |
| Simon Helberg       | Howard Wolowitz    |
| Kunal Nayyar        | Raj Koothrappali   |
| Julio Oscar Mechoso | policista Hackett  |
| Artie O’Daly        | mladý muž          |